# SV 94 Geringswalde
Der SV 94 Geringswalde ist ein Fußballverein aus der Stadt Geringswalde im Landkreis Mittelsachsen in Sachsen.

## Vereinsgeschichte
In der sächsischen Gemeinde Geringswalde wurde 1911 der FC 1911 Geringswalde gegründet. Nach der Auflösung aller Vereine durch die sowjetische Besatzungsmacht bildete sich ca. 1946 als Nachfolgeverein die Sportgruppe (SG) Geringswalde, aus der am Ende der 1940er Jahre die Betriebssportgemeinschaft (BSG) Motor Geringswalde wurde. 1990 wurde aus der BSG Motor Geringswalde der SV Geringswalde. Dieser fusionierte 1994 mit dem Fußballverein aus dem Nachbarort Schweikershain zum SV 94 Geringswalde / Schweikershain, der seit 2023 in der Öffentlichkeit als SV 94 Geringswalde firmiert.

## Sportliche Geschichte
Von 1923 bis 1930 gehörte der FC 1911 Geringswalde der damaligen Gauliga Nordsachsen an. In der Saison 1947/48 spielte die SG Geringswalde im sächsischen Fußballbezirk Chemnitz in der Bezirksliga Chemnitz, die damals zur höchsten Ligenebene in der Sowjetischen Besatzungszone gehörte, und belegte in der Staffel 2 den 10. Platz. Diese Platzierung reichte nicht für die Qualifikation zur neuen Landesklasse Sachsen. In der Folgezeit spielten die Geringswalder Fußballer im Wesentlichen nur noch unterklassig. In den Spielzeiten 1962/63 und 1968/69 gehörte die BSG Motor Geringswalde der damals viertklassigen Bezirksklasse Karl-Marx-Stadt an. Seit 2019 spielt der SV 94 in der Kreisoberliga Mittelsachsen.

## Persönlichkeiten
- Wolfgang Blochwitz (1941–2005), DDR-Nationalspieler und bis 1960 Spieler der BSG Motor Geringswalde